# Favosipora marmorosa
Favosipora marmorosa är en mossdjursart som beskrevs av Gordon och Taylor 200. Favosipora marmorosa ingår i släktet Favosipora och familjen Densiporidae. Inga underarter finns listade i Catalogue of Life.